# Samotíšky
Samotíšky är en ort i Tjeckien.   Den ligger i regionen Olomouc, i den östra delen av landet, 220 km öster om huvudstaden Prag. Samotíšky ligger 275 meter över havet och antalet invånare är 1 137.
Terrängen runt Samotíšky är platt åt sydväst, men åt nordost är den kuperad. Runt Samotíšky är det ganska tätbefolkat, med 144 invånare per kvadratkilometer. Närmaste större samhälle är Olomouc, 6,7 km sydväst om Samotíšky. Trakten runt Samotíšky består till största delen av jordbruksmark.